# Florac Trois Rivières
Florac Trois Rivières is een gemeente in het Franse departement Lozère in de regio Occitanie. De plaats maakt deel uit van het arrondissement Florac. Florac Trois Rivières is op 1 januari 2016 ontstaan door de fusie van de gemeenten Florac en La Salle-Prunet. De gemeente telde 2.111 inwoners op 1 januari 2022.
In de gemeente bevindt zich het voormalig spoorwegstation Florac.

## Geografie
De oppervlakte van Florac Trois Rivières bedroeg op 1 januari 2022 48,39 vierkante kilometer; de bevolkingsdichtheid was toen 43,6 inwoners per km².
De onderstaande kaart toont de ligging van Florac Trois Rivières met de belangrijkste infrastructuur en aangrenzende gemeenten.

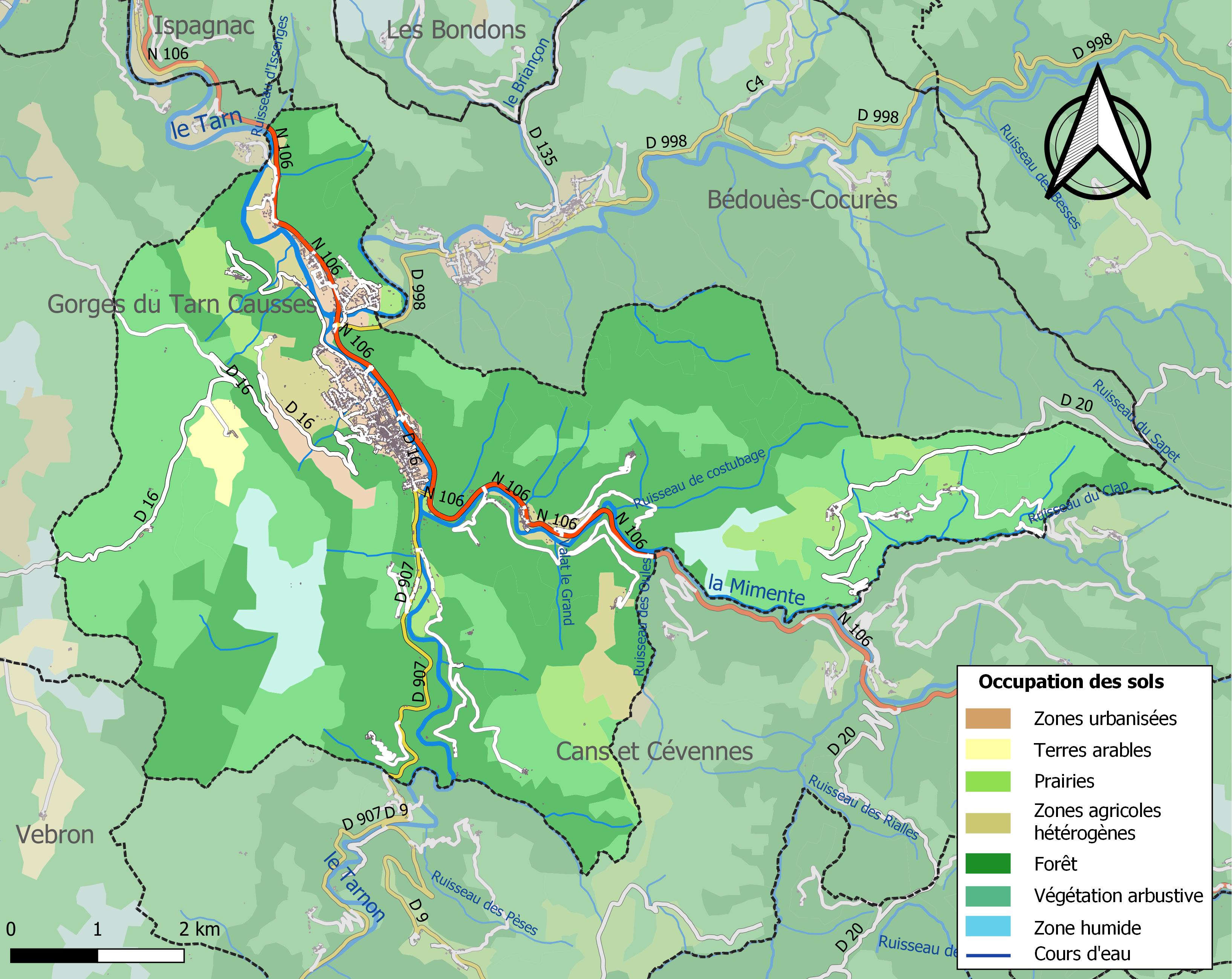

## Afbeeldingen

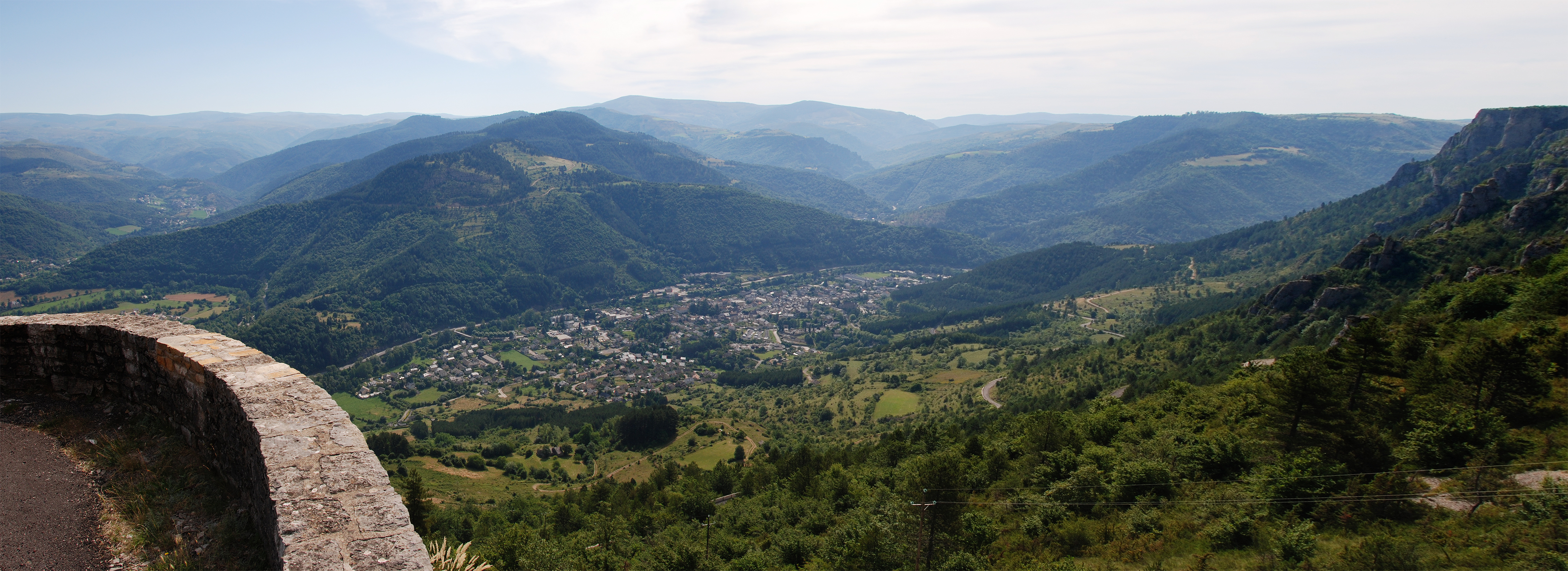
Gezicht op Florac
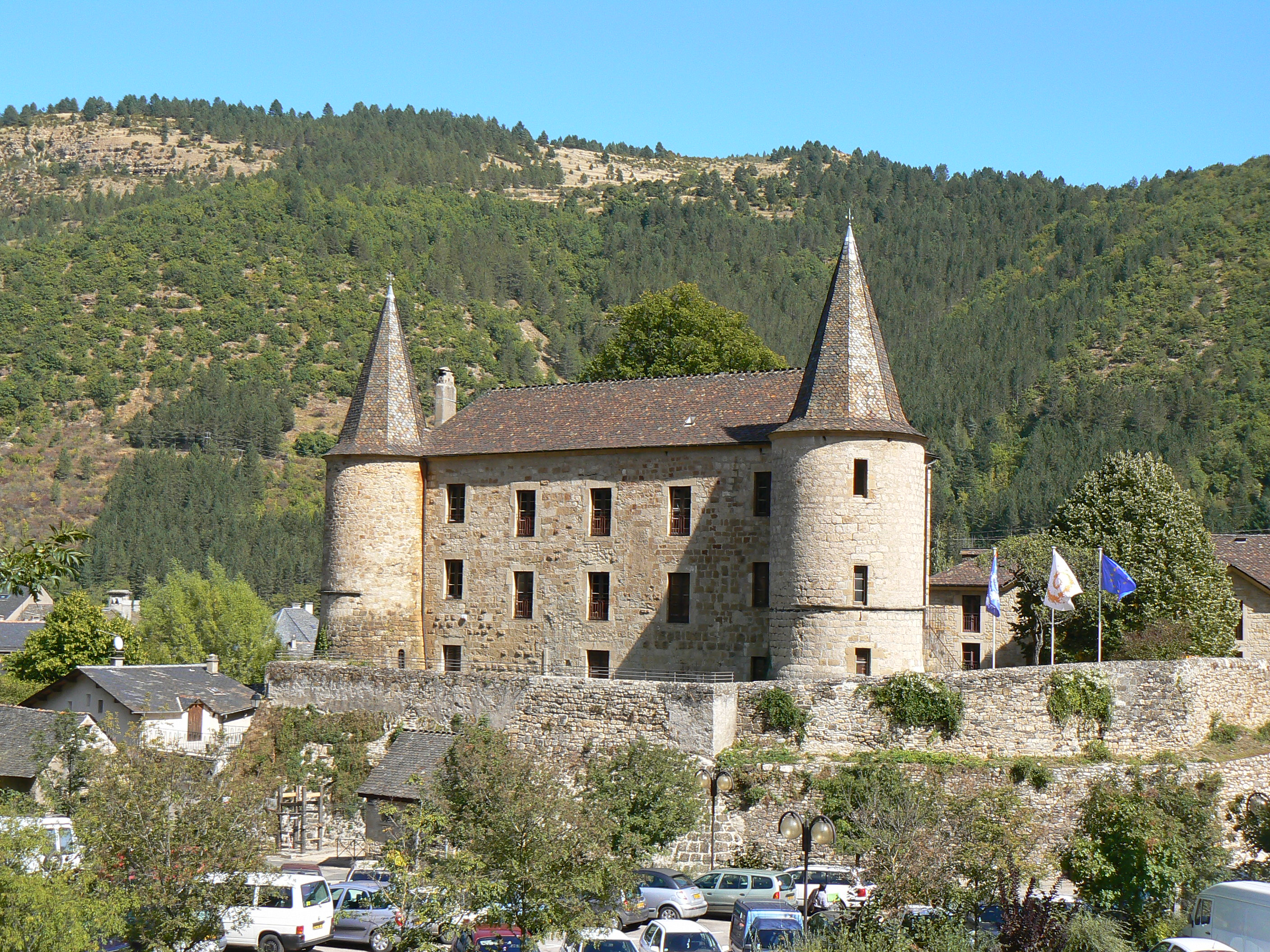
Château de Florac
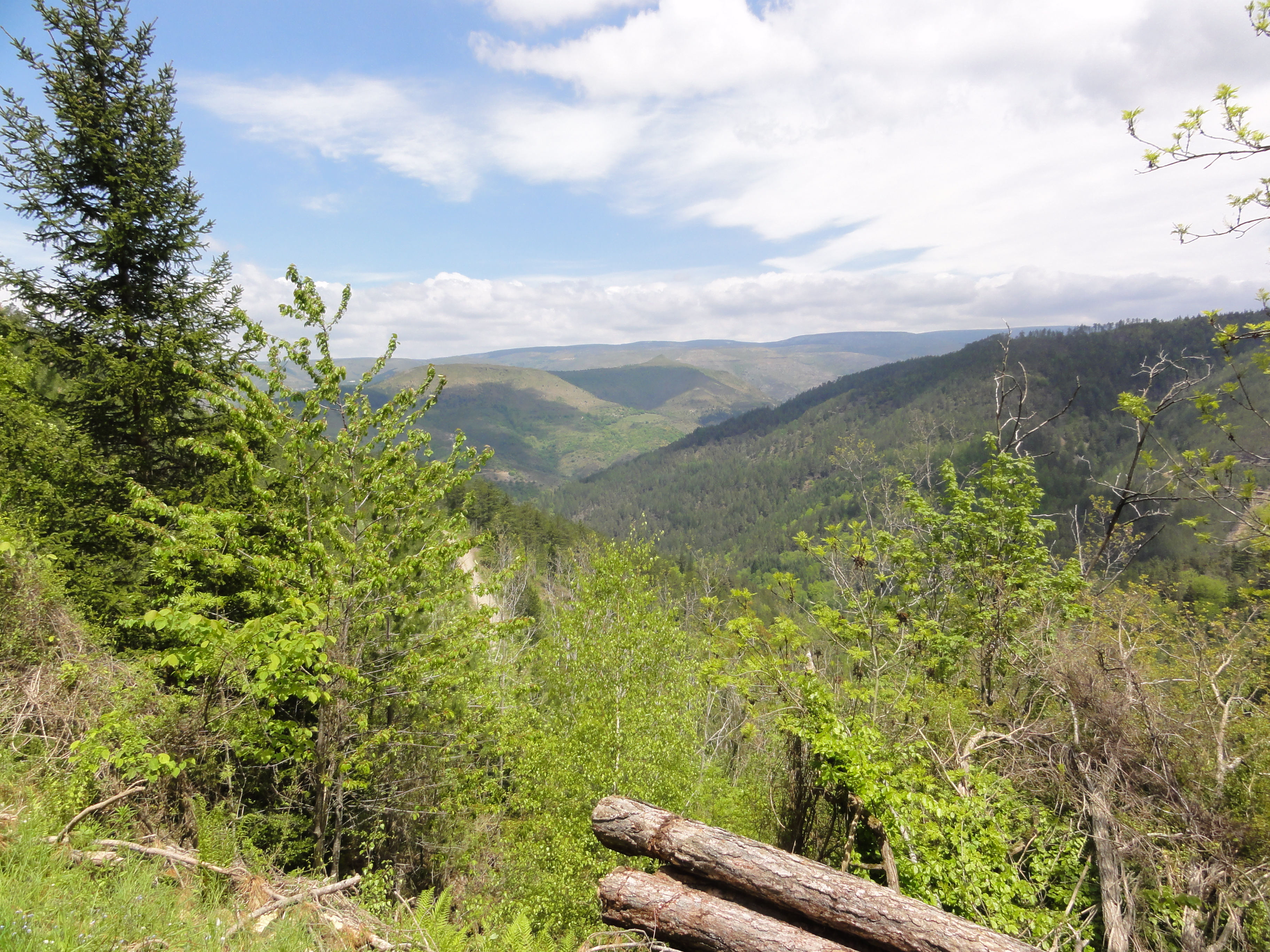
Wandelroute GR70 (Chemin de Stevenson) bij La Salle-Prunet